# Tectus
Tectus is een geslacht van weekdieren uit de klasse van de Gastropoda (slakken).

## Soorten
- Tectus conus (Gmelin, 1791)
- Tectus elatus (Lamarck, 1822)
- Tectus fenestratus (Gmelin, 1791)
- Tectus magnificus Poppe, 2004
- Tectus mauritianus (Gmelin, 1791)
- Tectus maximus (Koch in Philippi, 1844)
- Tectus niloticus (Linnaeus, 1767)
- Tectus pyramis (Born, 1778)
- Tectus royanus (Iredale, 1912)
- Tectus tentorium (Gmelin, 1791)
- Tectus triserialis (Lamarck, 1822)
- Tectus virgatus (Gmelin, 1791)